# Сподній Чачич
Сподній Чачич (словен. Spodnji Čačič) — поселення в общині Осилниця, регіон Південно-Східна Словенія, Словенія.